# NZ Весов
NZ Весов (лат. NZ Librae) — одиночная переменная звезда в созвездии Весов на расстоянии приблизительно 7150 световых лет (около 2192 парсеков) от Солнца. Видимая звёздная величина звезды — от +14m до +11,5m.

## Характеристики
NZ Весов — оранжевая пульсирующая полуправильная переменная звезда типа SRA (SRA) спектрального класса K. Эффективная температура — около 3996 К.